# Brand New Day (Ricki-Lee Coulter)
Brand New Day è il secondo album della cantante australiana Ricki-Lee Coulter, pubblicato il 11 agosto 2007.
Dall'album sono stati estratti i singoli Can't Touch It, Love Is All Around e Can't Sing a Different Song, che hanno raggiunto rispettivamente la seconda, la quinta e l'ottava posizione in Australia.

## Tracce
1. Can't Sing a Different Song – 3:14 (Ricki-Lee Coulter, Andy Love, Pete Martin)
2. Brand New Day – 3:48 (Glenn Cunningham, Paul Gray)
3. Melody of Life – 4:21 (Ricki-Lee Coulter, Vince Pizzinga, Janice Robinson)
4. Love Is All Around – 3:26 (Fredrik Thornlander, Anders Wikström)
5. Real Good Time (feat. Jah Mirikle) – 5:03 (Ricki-Lee Coulter, Wessley Johnson)
6. Can't Touch It – 2:58 (Ricki-Lee Coulter, Brian Kierulf, Josh Schwartz)
7. Take Me to a Place – 4:32 (Ricki-Lee Coulter, Audius Mtawarira)
8. Alone No More – 3:44 (Ricki-Lee Coulter, DNA Songs)
9. Clouds – 3:50 (Ricki-Lee Coulter, David Gamson, Ralph McCarthy, Marc Nelkin)
10. World Go By – 4:02 (Ricki-Lee Coulter, Dee Adam, Tim Fraser)
11. It's Just Life – 5:16 (Ricki-Lee Coulter, Andrew De Silva)
12. I Appreciate You – 3:42 (Ricki-Lee Coulter, Vince Pizzinga, Janice Robinson)

## Classifiche
| Classifica (2007-08) | Posizione massima |
| -------------------- | ----------------- |
| Australia            | 37                |
| Giappone             | 242               |